# Блокпост Капралово
Блокпост Капралово (рос. Блокпост Капралово) — селище у Каргатському районі Новосибірської області Російської Федерації.
Входить до складу муніципального утворення Міське поселення місто Каргат. Населення становить 17 осіб (2010).

## Історія
Згідно із законом від 2 червня 2004 року органом місцевого самоврядування є Міське поселення місто Каргат.

## Населення
| 2002 | 2007 | 2010 |
| ---- | ---- | ---- |
| 22   | ↗24  | ↘17  |